# Les Yeux des oiseaux
Pour plus de détails, voir Fiche technique et Distribution.
Les Yeux des oiseaux est un film franco-suisse réalisé par Gabriel Auer et sorti en 1983.

## Fiche technique
- Titre : Les Yeux des oiseaux
- Réalisation : Gabriel Auer
- Scénario et dialogues : Gabriel Auer et Carlos Andreu
- Photographie : Jean-Yves Escoffier, Carlo Varini, Pascal Rabaud
- Décors : Noëlle Frémont, Hugues Tissandier
- Son : Jean-Marcel Milan, Philippe Sénéchal
- Musique : François Tusques
- Montage : Joëlle Hache, Marie Robert, Marielle Fernandez
- Sociétés de production : Antenne 2 - Plaisance Productions - Forum Films
- Pays de production :  France -  Suisse
- Durée : 80 minutes
- Date de sortie : France - 30 novembre 1983

## Distribution
- Roland Amstutz : Dr. Norberto Palacios
- Carlos Andreu : Carlos
- Philippe Clévenot : Enrique Materneo
- Christian Collin : Henrique Del Rio
- Caroline Coste : Susana Materneo
- Jean-Yves Dubois : François Rions
- Gérard Demond : Walter Bacelo
- Maxime Dufeu : Raoul Estancia
- Philippe du Janerand : Victor Benavente
- Pierre Forest : Pato Ruiz
- Mario Gonzales : Julio Rojas
- Raquel Iruzubieta : Gloria Materneo
- Jean-Claude Jay : Mikael Paulokov
- Jean-Claude Leguay : Dr. Rudolf Hoegen
- Guy Matchoro : Pablo Kleist
- Bertrand Migeat : Luis Gomez
- Vincent Rouche : Annibal Ferrandis
- Georges Senechal : Gregorio Armendia
- Bernard Waver : Claude Dubath